# Max’s Kansas City

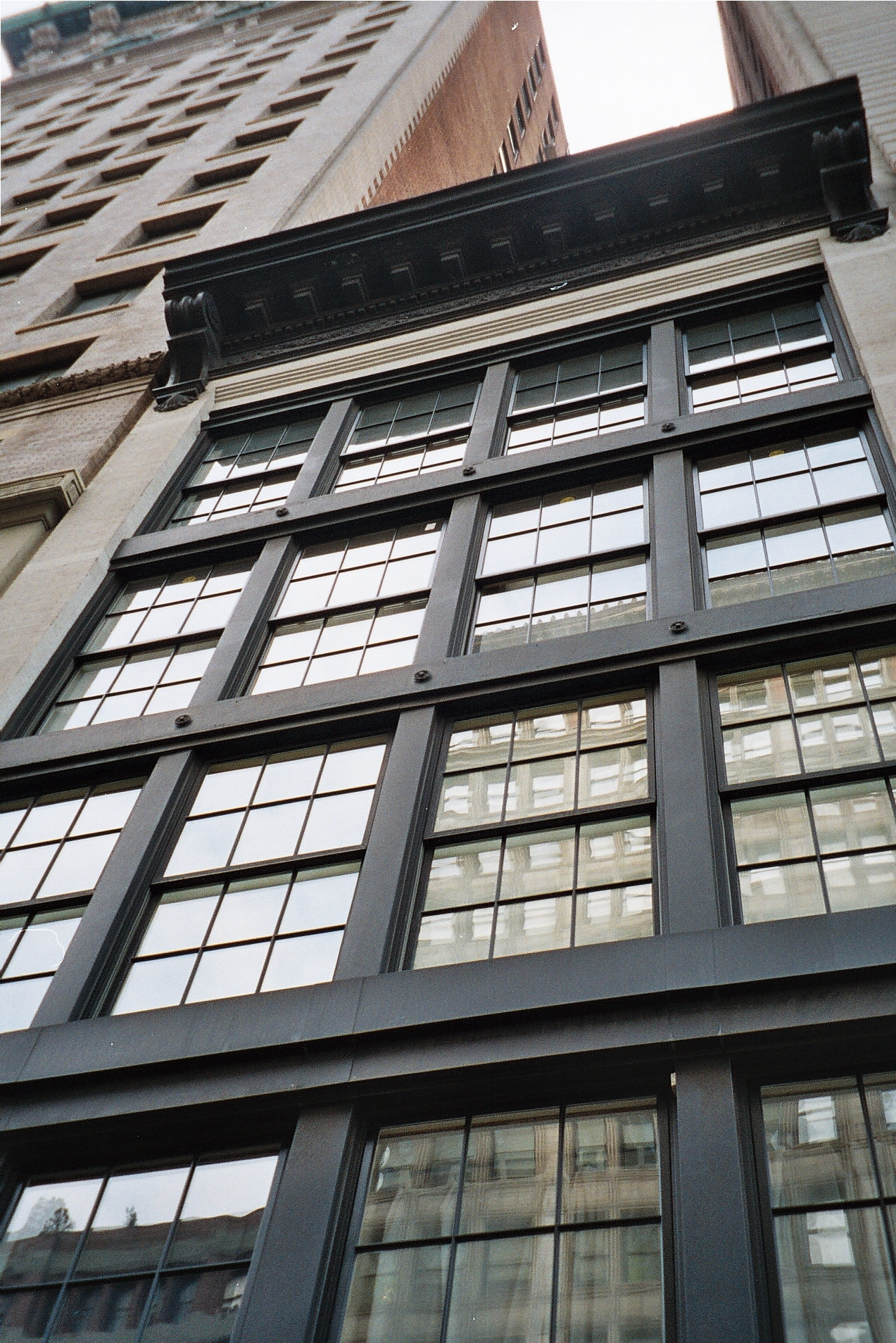
Das Gebäude im Jahr 2008

Max’s Kansas City war ein Nachtclub und Restaurant, das von 1965 bis 1981 existierte. Das Lokal befand sich in der 213 Park Avenue South, zwischen 17th und 18th Street im Bezirk Downtown Manhattan von New York City. Max’s, wie es verkürzend genannt wurde, kam zu internationaler Bekanntheit durch die Vielzahl der dort verkehrenden und auftretenden prominenten Künstler.

## Geschichte
Eröffnet wurde das Max’s Kansas City von Mickey Ruskin im Dezember 1965. Rasch entwickelte es sich zu einem beliebten Treffpunkt für Künstler der New York School wie John Chamberlain, Robert Rauschenberg  und Larry Rivers, in deren Gefolge viele Prominente und der New Yorker Jetset, speziell auch Andy Warhol und seine Künstlerfreunde, zu Gast waren.
The Velvet Underground hatten hier im Sommer 1970 ihren letzten Auftritt zusammen mit Lou Reed. Das Max’s wurde zum Fixpunkt der kurzlebigen New Yorker Glam-Rock-Szene mit ihren Protagonisten David Bowie, Iggy Pop und Lou Reed. Aerosmith und Bruce Springsteen hatten hier ihre ersten Auftritte in New York City, ebenso Bob Marley am Anfang seiner Karriere im Jahr 1973.
Als Mitte der 1970er-Jahre Punk den Glam ablöste, nutzten Bands wie Cherry Vanilla, New York Dolls, Blondie, The Cramps, die Ramones, die Misfits, The Dictators, Wayne County & The Electric Chairs, The Fleshtones und Patti Smith Auftritte im Max’s als Sprungbrett für ihre Karrieren. Auch auswärtige Bands wie The Runaways und The Damned standen hier auf der Bühne. Nach der Auflösung der Sex Pistols hatte Sid Vicious im Max’s Kansas City viele Soloauftritte, die teilweise auf seinem 1979 posthum erschienenen Solo-Debütalbum Sid Sings dokumentiert sind.
Max’s Kansas City büßte derweil an Popularität ein und wurde im Dezember 1974 geschlossen, jedoch 1975 unter neuer Führung wieder eröffnet. Das endgültige Aus kam im Jahr 1981. Das Gebäude existiert immer noch und beherbergt heute einen Lebensmittelladen, nachdem es einige Jahre als Burger-King-Filiale genutzt wurde.
In dem Musikfilm Almost Famous – Fast berühmt des Regisseurs Cameron Crowe von 2000, der von der fiktiven Rockband Stillwater handelt, ist das Max's Kansas City ein Schauplatz der Handlung.

## Fotoausstellung
- 2010: Max's Kansas City. York 2010 Art, Glamour, Rock and Roll, Steven Kasher Gallery, Manhattan, New York City[3]